# Агафонов, Валентин Алексеевич
Валентин Алексеевич Агафо́нов (род. 24 августа 1935) — советский и российский государственный деятель, народный депутат РСФСР, депутат Государственной Думы ФС РФ I и II созывов (1993-1999).

## Биография

### Происхождение
Родился 24 августа 1935 года в деревне Выползово (сейчас село Антипинка) Порецкого района Чувашской АССР. По национальности русский.
В 1962 году окончил Чувашский сельскохозяйственный институт, а в 1982 году — Академию общественных наук при ЦК КПСС. 
Трудовую деятельность начал в 1954 году.
Три года после окончания института работал старшим научным сотрудником Чувашской государственной с/х опытной станции г. Цивильска.

### Политическая деятельность в Чувашии
Член КПСС с 1960 года до её запрета в ноябре 1991 года.
С 1962 по 1963 год был инструктором Вурнарского райкома КПСС, с 1963 по 1964 год — инспектором-парторганизатором парткома Вурнарского производственного колхозного управления, с 1964 по 1965 год — заместителем секретаря — заведующим организационным отделом парткома того же управления.
С 1965 по 1971 год — начальник Вурнарского районного производственного управления сельского хозяйства, затем — одновременно — заместитель председателя исполкома Вурнарского районного Совета депутатов трудящихся.
С 1971 года — директор Чувашского треста «Скотопром» (Чебоксары), в этой должности проработал до 1975 года. Одновременно с 1972 по 1975 года был первым заместителем министра сельского хозяйства Чувашской АССР. В 1975 года стал министром сельского хозяйства республики.
В апреле 1979 года был назначен заместителем председателя Совета министров Чувашской АССР, а в декабре того же года — первым заместителем председателя Совета министров республики. Одновременно возглавлял Совет агропромышленного комитета Чувашской АССР.
С 1979 по 1991 год был членом бюро Чувашского обкома КПСС, в 1980 и 1985 годах избирался депутатом Верховного Совета Чувашской АССР.

### Верховный Совет
В 1990 году был избран народным депутатом РСФСР от Алатырского территориального округа N 890 Чувашии. На I съезде народных депутатов был избран в Совет Республики Верховного Совета. Тогда же становится председателем Комитета ВС по социальному развитию села, аграрным вопросам и продовольствию.
На II съезде народных депутатов выступил с содокладом к докладу премьер-министра Ивана Силаева «О программе возрождения российской деревни и развитии агропромышленного комплекса».
На III съезде в марте 1991 года подписал вместе с парламентской группой «Аграрный союз», членом которой он является, воззвание к народным депутатам России, в котором указывалось на необходимость индексации зарплаты и компенсации за потери работникам сельского хозяйства.
12 декабря 1991 г., являясь членом Верховного Совета РСФСР, проголосовал за ратификацию Беловежского соглашения о прекращении существования СССР.
В марте 1993 года на IX внеочередном съезде народных депутатов был избран заместителем Председателя Верховного совета Российской Федерации.
На съездах народных депутатов голосовал за поправку о равенстве всех форм сельскохозяйственной собственности включая частную, против статьи Декларации о суверенитете РСФСР, предусматривающей верховенство российских законов над союзными, против Декрета о власти, против запрета первичных организаций КПСС в аппарате Верховного Совета.
Во время событий сентября — октября 1993 года в Москве до конца находился в Доме Советов.

### Государственная Дума
12 декабря 1993 года избран депутатом Государственной думы по Канашскому округу (Чувашия), набрав 46,6 % голосов. Являлся членом Комитета по аграрным вопросам, членом фракции Аграрной партии России.
В октябре 1995 года был выдвинут избирателями кандидатом в депутаты Государственной Думы второго созыва по Канашскому одномандатному избирательному округу № 32 Чувашской Республики. Всего в округе баллотировалось 6 кандидатов. В голосовании приняли участие 65,70 % зарегистрированных избирателей. Победил, набрав 40,14 % голосов. Его основным соперником по округу был Лев Кураков, член Совета Федерации и ректор Чувашского государственного университета (выдвинут избирателями, 31,72 % голосов). Входил во фракцию КПРФ, был членом Комитета по аграрным вопросам.
Живет в Москве.  Является членом Союза ветеранов агропромышленного комплекса Чувашской Республики.

## Награждён
- Орден Трудового Красного Знамени,
- Медаль «За трудовую доблесть»
- Юбилейная медаль в ознаменование 100-летия со дня рождения В. И. Ленина.
- Орден «За заслуги перед Чувашской Республикой» (19 августа 2020) — за вклад в развитие агропромышленного комплекса в Чувашской Республике и активную общественную деятельность